# XXV Premis de la Unión de Actores
La XXV edició dels Premis de la Unión de Actores, corresponents a l'any 2015, concedits pel sindicat d'actors Unión de Actores y Actrices, va tenir lloc el 14 de març de 2016 al Circo Price. Fou patrocinada per la Fundación AISGE. La gala fou dirigida i presentada per Ángel Ruiz i va tenir un caràcter reivindicatiu, culminant quan va rebre el premi Mujeres en Unión el documental Chicas nuevas 24 horas de Mabel Lozano.

## Candidatures

### Premi a Tota una vida
- Juan Margallo

### Premi Especial
- Festival Una Mirada Diferente Arxivat 2021-04-13 a Wayback Machine. del Centro Dramático Nacional

### Menció d'Honor Mujeres en Unión
- Chicas nuevas 24 horas

### Cinema

#### Millor actriu protagonista
| Actriu            | Pel·lícula          | Resultat   |
| ----------------- | ------------------- | ---------- |
| Inma Cuesta       | La novia            | Guanyadora |
| Irene Escolar     | Un otoño sin Berlín | Nominada   |
| Natalia de Molina | Techo y comida      | Nominada   |

#### Millor actor protagonista
| Actor           | Pel·lícula     | Resultat  |
| --------------- | -------------- | --------- |
| Pedro Casablanc | B, la película | Guanyador |
| Asier Etxeandia | La novia       | Nominat   |
| Ricardo Darín   | Truman         | Nominat   |

#### Millor actriu secundària
| Actriu          | Pel·lícula               | Resultat   |
| --------------- | ------------------------ | ---------- |
| Luisa Gavasa    | La novia                 | Guanyadora |
| Macarena García | Palmeras en la nieve     | Nominada   |
| Terele Pávez    | Las aventuras de Moriana | Nominada   |

#### Millor actor secundari
| Actor                | Pel·lícula       | Resultat  |
| -------------------- | ---------------- | --------- |
| Carlos Álvarez-Novoa | La novia         | Nominat   |
| Felipe García Vélez  | A cambio de nada | Guanyador |
| Javier Cámara        | Truman           | Nominat   |

#### Millor actriu de repartiment
| Actriu              | Pel·lícula                             | Resultat   |
| ------------------- | -------------------------------------- | ---------- |
| Alexandra Jiménez   | Requisitos para ser una persona normal | Nominada   |
| Ana Fernández       | La novia                               | Guanyadora |
| María Alfonsa Rosso | La novia                               | Nominada   |

#### Millor actor de repartiment
| Actor          | Pel·lícula     | Resultat  |
| -------------- | -------------- | --------- |
| Fernando Cayo  | El desconocido | Nominat   |
| José Sacristán | Vulcania       | Nominat   |
| Manolo Solo    | B, la película | Guanyador |

#### Millor actriu revelació
| Actriu          | Pel·lícula, serie u obra | Resultat   |
| --------------- | ------------------------ | ---------- |
| Berta Vázquez   | Palmeras en la nieve     | Guanyadora |
| Carmela Romero  | Carne de gallina         | Nominada   |
| Marina San José | De chica en chica        | Nominada   |

#### Millor actor revelació
| Actor           | Pel·lícula, serie u obra | Resultat  |
| --------------- | ------------------------ | --------- |
| Alberto López   | Ocho apellidos catalanes | Nominat   |
| Carlos Guerrero | Como si pasara un tren   | Nominat   |
| Nacho Sánchez   | La piedra oscura         | Guanyador |

### Televisió

#### Millor actriu protagonista
| Actriu          | Sèrie de televisió       | Resultat   |
| --------------- | ------------------------ | ---------- |
| Aura Garrido    | El Ministerio del Tiempo | Nominada   |
| Maggie Civantos | Vis a vis                | Guanyadora |
| Najwa Nimri     | Vis a vis                | Nominada   |

#### Millor actor protagonista
| Actor            | Sèrie de televisió       | Resultat  |
| ---------------- | ------------------------ | --------- |
| Álvaro Cervantes | Carlos, rey emperador    | Nominat   |
| Nacho Fresneda   | El Ministerio del Tiempo | Guanyador |
| Roberto Enríquez | Vis a vis                | Nominat   |

#### Millor actriu secundària
| Actriu         | Sèrie de televisió    | Resultat   |
| -------------- | --------------------- | ---------- |
| Alba Flores    | Vis a vis             | Nominada   |
| Cecilia Freire | Velvet                | Nominada   |
| Susi Sánchez   | Carlos, rey emperador | Guanyadora |

#### Millor actor secundari
| Actor           | Sèrie de televisió       | Resultat  |
| --------------- | ------------------------ | --------- |
| Asier Etxeandia | Velvet                   | Guanyador |
| Eloy Azorín     | Sin identidad            | Nominat   |
| Jaime Blanch    | El Ministerio del Tiempo | Nominat   |

#### Millor actriu de repartiment
| Actriu        | Sèrie de televisió    | Resultat   |
| ------------- | --------------------- | ---------- |
| Inma Cuevas   | Vis a vis             | Guanyadora |
| Marta Aledo   | Vis a vis             | Nominada   |
| Nathalie Poza | Carlos, rey emperador | Nominada   |
|               |                       |            |

#### Millor actor de repartiment
| Actor          | Sèrie de televisió       | Resultat  |
| -------------- | ------------------------ | --------- |
| Ángel Ruiz     | El Ministerio del Tiempo | Guanyador |
| Diego Martín   | Velvet                   | Nominat   |
| Víctor Clavijo | El Ministerio del Tiempo | Nominat   |

### Teatre

#### Millor actriu protagonista
| Actriu               | Muntatge             | Resultat |
| -------------------- | -------------------- | -------- |
| Aitana Sánchez-Gijón | Medea                | Nominada |
| Ana Belén            | Medea                | Nominada |
| Bárbara Lennie       | La clausura del amor | Nominada |

#### Millor actor protagonista
| Actor         | Muntatge               | Resultat  |
| ------------- | ---------------------- | --------- |
| Daniel Grao   | La piedra oscura       | Guanyador |
| Ernesto Arias | Hedda Gabler           | Nominat   |
| Rafa Castejón | Hambre, locura y genio | Nominat   |

#### Millor actriu secundària
| Actriu            | Muntatge            | Resultat   |
| ----------------- | ------------------- | ---------- |
| Ana Villa         | El discurso del rey | Guanyadora |
| Consuelo Trujillo | Medea               | Nominada   |
| Gracia Olayo      | La llamada          | Nominada   |

#### Millor actor secundari
| Actor           | Muntatge                | Resultat  |
| --------------- | ----------------------- | --------- |
| Alberto Velasco | Los nadadores nocturnos | Nominat   |
| Joaquín Notario | El alcalde de Zalamea   | Nominat   |
| Víctor Clavijo  | Fausto                  | Guanyador |

#### Millor actriu de repartiment
| Actriu                  | Muntatge                                     | Resultat   |
| ----------------------- | -------------------------------------------- | ---------- |
| Ángela Villar           | Cuando deje de llover                        | Nominada   |
| Estefanía de los Santos | Siempre me resistí a que terminara el verano | Nominada   |
| Pilar Gómez             | Cuando deje de llover                        | Guanyadora |

#### Millor actor de repartiment
| Actor            | Muntatge                                     | Resultat  |
| ---------------- | -------------------------------------------- | --------- |
| Alberto San Juan | El rey                                       | Nominat   |
| Chema Ruiz       | Los hermanos Karámazov                       | Guanyador |
| Unax Ugalde      | Siempre me resistí a que terminara el verano | Nominat   |